# John Trout Greble
John Trout Greble, né à Philadelphie le 19 janvier 1834 et décédé à Big Bethel le 10 juin 1861, est un officier de l'armée régulière de l'Union pendant la guerre de Sécession.

## Biographie
John Trout Greble est le fils aîné de Edwin et Susan Virgina Greble. Diplômé de l'académie militaire des États-Unis (West Point) en 1854 et de l'école d'artillerie de l'armée, il était stationné à Fort Monroe quand la guerre de sécession éclate,.

### Bataille de Big Bethel
Il est tué durant la bataille de Big Bethel le 10 juin 1861 en tant que lieutenant, commandant une batterie du 2d United States Regular Artillery en Virginie.
Les forces de l'Union sous le commandement du général Ebenezer Peirce avaient entrepris une marche de nuit pour attaquer les positions confédérées, près de l'église de Big Bethel, qui s'étendaient à partir du quartier général du colonel John Maguder à Yorktown.
Son commandement d'une batterie d'artillerie face à l'ennemi avait presque changé le cours de la bataille.
Cela fait de lui le premier officier diplômé de West Point à mourir au combat pendant le conflit.
Il a alors été promu lieutenant-colonel à titre posthume.
Il est enterré au cimetière de West Laurel Hill à Bala Cynwyd.

## Hommages
Son nom fut donné à un fort de la guerre de Sécession. Le fort Greble faisait partie des défenses de Washington et protégeait la jonction de la rivière Anacostia et du Potomac.